# أوروبا المقدونية
كانت إيلينا المقدونية ابنة فيليب الثاني من زوجته الأخيرة كليوباترا أوروبا. يُعتقد إلى حد بعيد أنها قتلت مع والدتها على يد أوليمبياس، زوجة فيليب الرابعة وأم الإسكندر الأكبر.